# ثقافة البرازيل

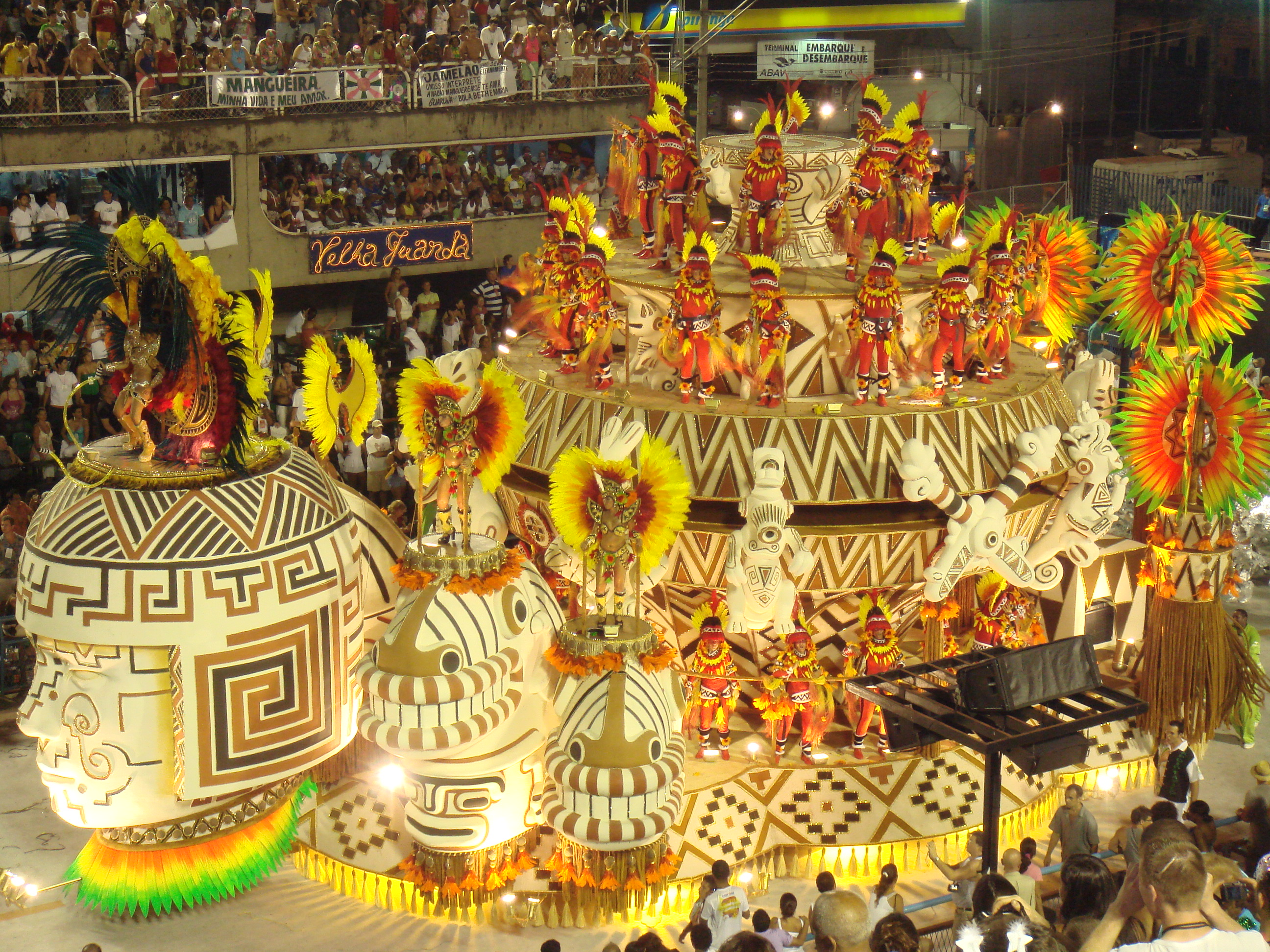

ثقافة البرازيل غربية بالدرجة الأولى وهي مستمدة من الثقافة البرتغالية، إلا أنها تتسم بطابع متنوع جدًا يُظهر امتزاجًا عرقيًا وثقافيًا حصل في الفترة الاستعمارية يشمل بمعظمه السكان الأصليين في المناطق الساحلية والمناطق النهرية الأسهل وصولًا، وبرتغاليين وأفارقة. في أواخر القرن التاسع عشر وأوائل القرن العشرين، ومع قدوم موجات أخرى من الاستعمار البرتغالي، استقر الإيطاليون والأسبان والنمساويون والعرب المشرقيين (السوريون واللبنانيون)، والأرمن واليابانيين والصينيين والكوريين واليونانيين والقطبيين والهلوفيين والأوكرانيين والروس في البرازيل، ليلعبوا دورًا هامًا في تكوين ثقافة هذا البلد والبدء بتشكيل هيئة جديدة لمجتمع متعدد الثقافات والأعراق.
نتيجةً لثلاثة قرون من الاستعمار من قبل الإمبراطورية البرتغالية، فإن جوهر الثقافة البرازيلية مستمد من ثقافة البرتغال. تشمل الموروثات البرتغالية العديدة كلًا من اللغة، ومواد المطبخ مثل الأرز والفاصوليا والفيجوادا، والدين السائد وطراز العمارة الاستعماري. إلا أن هذه الجوانب تأثرت بالتقاليد الأفريقية وتقاليد الشعوب الأصلية الأمريكية، وكذلك بالتقاليد التي تقطنها بلدان أوروبا الغربية الأخرى. ساهم كل من الإيطاليين والأسبان والألمان واليابانيين وغيرهم من المهاجرين الأوروبيين في بناء بعض جوانب الثقافة البرازيلية. لعب البرازيليون الأصليون والأفارقة دورًا كبيرًا في تشكيل اللغة البرازيلية، والمطبخ، والموسيقى، والرقص والدين.
ساعدت هذه الخلفية الثقافية المتنوعة في استعراض عديدٍ من الاحتفالات والمهرجانات التي أصبحت معروفة في مختلف أنحاء العالم، مثل مهرجان البرازيل وبومبا ميو بوي. تخلق هذه الثقافة الملونة بيئة تجعل من البرازيل مقصدًا مشهورًا للعديد من السياح كل عام، الذين يفوق عددهم المليون سائح.

## التاريخ
كانت البرازيل مستعمرة برتغالية لأكثر من ثلاثة قرون. وصل نحو مليون مستوطن برتغالي خلال تلك الفترة وجلبوا معهم ثقافتهم إلى المستعمرة. كان السكان الأصليون على اتصال وثيق مع المستعمرين. انقرض العديد منهم، في حين اندمج آخرون مع البرتغاليين. لهذا السبب، كان للسكان الأصليون للبرازيل تأثير في ثقافة البلاد، خاصة في جانبي الطعام واللغة. تحتوي اللغة البرتغالية البرازيلية على مئات الكلمات من أصل أمريكي أصلي، في الدرجة الأولى من لغة توبي القديمة.
كان أيضًا للأفارقة السود، الذين جُلبوا كعبيد إلى البرازيل، دور هام في تشكيل الثقافة البرازيلية. على الرغم من إجبار المستعمرين البرتغاليين عبيدهم على التحول إلى الكاثوليكية والتحدث بالبرتغالية، إلا أن تأثيراتهم الثقافية استوعبها سكان البرازيل من كل الأصول والأعراق. بعض المناطق في البرازيل، وخاصة باهيا، لديها إرث أفريقي بارز يظهر في الموسيقى والمطبخ والرقص واللغة.
لعب المهاجرون من إيطاليا وألمانيا وأسبانيا واليابان وأوكرانيا وروسيا وبولندا والنمسا والمجر والشرق الأوسط دورًا مهما في المناطق التي استوطنوا فيها (غالبًا في جنوب وجنوب شرق البرازيل). إذ نظموا مجتمعات أصبحت مدنًا هامة مثل جوينفيل، وكاكسياس دو سول، وبلوميناو، وكوريتيبا، وأسهموا بدور هام في بناء ثقافة البرازيل.
بدأت الحداثة في البرازيل بأسبوع الفن الحديث الذي عقد في ساو باولو عام 1922، واتسمت بالتجارب والاهتمام بالمجتمع والثقافة البرازيليين، وكذلك بالتمرد ضد نفوذ الولايات المتحدة وأوروبا، والمعتقد التقليدي للأكاديمية البرازيلية للآداب. كان تارسيلا دو أمارال وأوزوالد دي أندرادي من بين الرواد المثيرين لحركة أنتروبوفاغيا في البرازيل، بأعمال شملت «مانيفستو باو برازيل» و«أبابورو» و«مانيفستو أنتروبوفاغو». في الثلاثينات، نشر علماء اجتماع مثل جيلبرتو فريري وسرجيو بوارك دي هولاندا أفكارًا حول الثقافة والمجتمع والهوية البرازيلية، مقدمين مفاهيم مثل «الديمقراطية العرقية» و«الإنسان الودود».
كانت تروبيكايا أو تروبيكاليسمو حركة ثقافية أخرى هامة في القرن العشرين ضد القمع لأشكال مختلفة من الاستبداد، مثل الدكتاتورية العسكرية في البرازيل والكنيسة الكاثوليكية. بكونها جزءًا من الثقافة المضادة في الستينيات، قيدت حركة تروبيكاليسمو من قبل شخصيات مثل جيلبرتو جيل وكايتانو فيلوسو، وأظهرت نفسها في المقام الأول من خلال الموسيقى.

## اللغة
اللغة الرسمية للبرازيل هي البرتغالية. يتحدث بها نحو 99% من السكان، مما يجعل منها إحدى أكثر عناصر الهوية الوطنية بروزًا. هناك فقط بعض الجماعات من الأمريكيين الأصليين ومجموعات صغيرة من المهاجرين لا يتكلمون البرتغالية.
على نحو مماثل للغة الإنجليزية والكندية الفرنسية، فإن البرتغالية البرازيلية أكثر تحفّظًا أو عتقًا من اللغة الأصلية للعاصمة المستعمرة، إذ إنها تحافظ على العديد من الميزات التي تتمتع بها اللغة الأوروبية.
نشأت البرتغالية قبل القرن التاسع عشر. على نحو مماثل للغة الإنكليزية الأميركية، يشمل التباين الإقليمي البرازيلي وكذلك التباين الأوروبي عددًا صغيرًا من الكلمات من أصل أميركي وأفريقي أصلي، يقتصر أساسًا على أسماء الأماكن والحيوانات والنباتات.
يتم التحدث بلغات الأقليات في جميع أنحاء البلاد. تتحدّث في المناطق النائية 188 لغة أميركية من لغات الهنود، وعدد من اللغات الأخرى يتكلمها المهاجرون وذريتهم. هناك مجتمعات ذات أهمية تضم الناطقين باللغة الألمانية (غالبًا «هونسروك» وهي لهجة ألمانية عليا) والإيطالية (غالبًا باللهجة التالية، وهي من أصل بندقي) في جنوب البلاد، وكلاهما شهد تأثرًا باللغة البرتغالية. ناهيك عن مجتمعات السلافيين، والأوكرانيين والبولنديين الذين يشكلون أيضًا جزءًا من هذه اللغات.
لغة الإشارة البرازيلية، والمعروفة بالاسم المختصر (ليبراس) معترف بها رسميًا في القانون، ولو أن استخدامها لوحدها من شأنه أن يحد من درجة إمكانية الوصول إليها، في جميع أنحاء البلاد.

## الدين

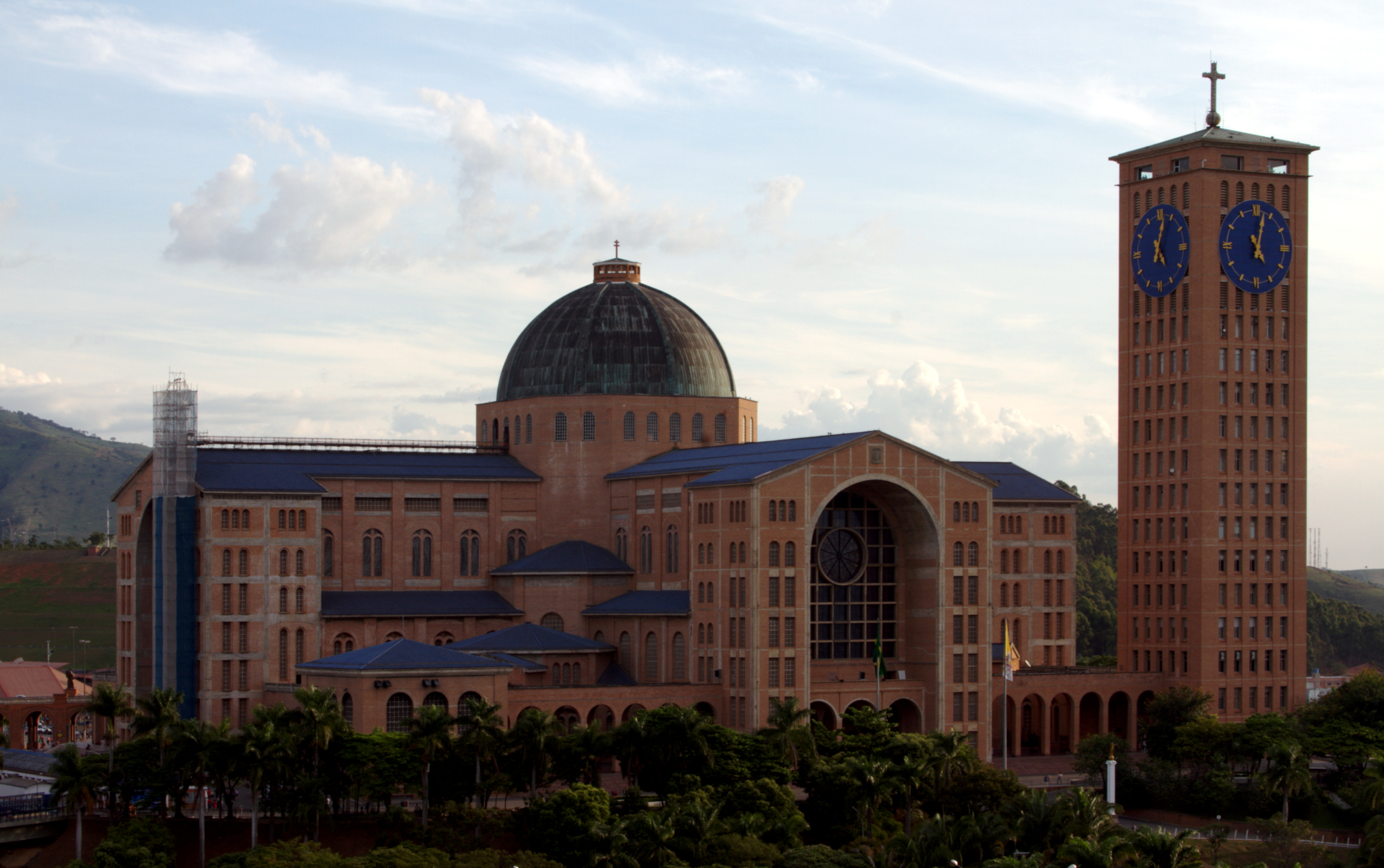
منظر لكنيسة السيدة العذراء من التل الموجود أعلى مدينة أباريسيدا

نحو ثلثي السكان هم من الروم الكاثوليك. بدأت الكاثوليكية بالتقدم والانتشار على نطاق واسع من قبل اليسوعيين البرتغاليين، الذين وصلوا في عام 1549 خلال فترة الاستعمار في مهمة لتحويل السكان الأصليين. لعبت جمعية يسوع دورًا كبيرًا في تشكيل الهوية الدينية البرازيلية حتى طردهم ماركيز بومبال البلد في القرن الثامن عشر.
في العقود الأخيرة شهد المجتمع البرازيلي ازديادًا في البروتستانتية. بين عامي 1940 و2010، انخفضت نسبة الروم الكاثوليك من 95% إلى 64.6%، حين ازدادت مختلف الطوائف البروتستانتية من 2.6% إلى 22.2%.

## الأدب
يعود تاريخ الأدب في البرازيل إلى القرن السادس عشر، إلى كتابات أول مستكشفين برتغاليين في البرازيل، مثل بيرو فاز دي كامينها، والتي كانت مليئة بأوصاف الحيوانات والنباتات والشعوب الأصلية التي أدهشت الأوروبيين الذين وصلوا إلى البرازيل. عندما أصبحت البرازيل مستعمرة للبرتغال، برز حينها ما يدعى بـ «الأدب اليسوعي» والذي كان الأب أنطونيو فييرا أبرز أعلامه، وهو يسوعي برتغالي أصبح واحدًا من أكثر الكتاب الباروكيين شهرة في اللغة البرتغالية. هناك عدد قليل من الأمثلة الأدبية الواضحة التي بقيت لدينا اليوم من تلك الفترة، مثل من قصيدة خوسيه باسيليو دا جاما الملحمية التي تحتفل بفوز البعاث من البرتغاليين، وأعمال جريريو دي ماتوس جويرا، الذي ألّف قدرًا كبيرًا من الشعر الساخر والديني والعلماني . انتشرت النزعة الكلاسيكية الجديدة في البرازيل في منتصف القرن الثامن عشر، على غرار النمط الإيطالي.
أنتجت البرازيل أعمالا مهمة في الرومانتيكية (الإبداعية)، إذ كتب روائيون من أمثال جواكيم مانويل دي ماسيدو وخوسيه دي ألينكار روايات عن الحب والألم. صوّر ألينكار خلال مسيرته المهنية الطويلة مع السكان الأصليين كأبطال في روايات إنديغيني أو غوراني، وإراسيما، وأوبيراجارا.